# Mainparksee
Der Mainparksee ist ein See in Mainaschaff und Kleinostheim im unterfränkischen Landkreis Aschaffenburg. 

## Lage
Der See, der im Volksmund auch „Oscheffer Meer“ genannt wird, liegt zwischen dem Main und der Bundesstraße 8 direkt an der A 3, im Gemeindegebiet von Mainaschaff und Kleinostheim. Die Grenze der beiden Kommunen verläuft durch den Mainparksee.

## Beschreibung
Der Mainparksee hat eine Fläche von 24 Hektar und ist etwa 3 bis 5 Meter tief. Er verfügt über zwei Badestrände, einen großen auf der Kleinostheimer und einen kleinen Sandstrand auf der Mainaschaffer Seite. Die Badestrände liegen sich gegenüber am See. Die Wasserqualität wurde 1997 von der Stiftung Warentest mit "GUT" bewertet. Der See ist inzwischen an vielen Stellen stark verkrautet. Für die laichenden Fische wurden eigens kleine Biotope und Laichnester im Südteil des Sees angelegt. Der Freizeitpark Mainparksee bietet bis zu ca. 400 Plätze für Dauer-Camper. Seit 2005 ist in Mainaschaff auf dem Gelände des Mainparksees eine der größten Saunalandschaften Deutschlands ansässig. Vom Mainparksee hat man einen Blick auf die Nordausläufer des Odenwaldes.

## Geschichte

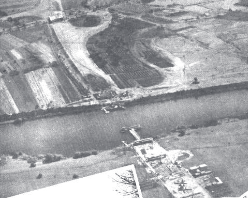
Das Gelände am späteren Mainparksee während des Autobahnbaus 1958

Der heutige Badesee entstand Mitte der fünfziger Jahre beim Bau der Bundesautobahn 3 von Frankfurt am Main nach Würzburg. Es wurde mit dem Abbau von Sand und Kies begonnen, der zum Bau der Stockstädter Autobahnbrücke und zum Herstellen der damals aus Beton bestehenden Fahrbahn notwendig war. Es wurden insgesamt 850.000 m³ Kies in Mainaschaff ausgebaggert, der auch zum Bau anderer Brücken und der Fahrbahn im Spessart verwandt wurde. Man hatte über eine eigene Feldbahn den Sand und Kies mit Dampfloks nach Hösbach verbracht und von dort mit Lastwagen zu den einzelnen Baustellen transportiert. Dies reichte für den Streckenabschnitt von Stockstadt bis Rohrbrunn. Im Laufe der Jahre füllte sich die Kiesgrube mit Grundwasser und der Mainparksee entstand. 1962 wurde der See wegen des wilden Badens umzäunt.

## Fauna
Im Mainparksee leben Hechte, Zander und Karpfen.